# Арон Зелє
Арон Зелє (нім. Aron Sele; нар. 2 вересня 1996) — ліхтенштейнський футболіст, півзахисник клубу «Янг Фелловз Ювентус» і національної збірної Ліхтенштейну.

## Клубна кар'єра
У дорослому футболі дебютував 2014 року виступами за команду «Трізен». 
Згодом протягом 2015–2018 років грав у четвертому дивізіоні Швейцарії за «Бальцерс», де був основним гравцем команди.
Влітку 2018 року приєднався до найсильнішої ліхтенштейнської команди, «Вадуца», представника другого швейцарського дивізіону.
У травні 2020, Зелє перейшов до швейцарського клубу Кур 97.
Згодом протягом 2023–2024 років грав за «Ешен-Маурен». 
З 2024 року захищає кольори швейцарської команди «Янг Фелловз Ювентус».

## Виступи за збірну
Виступав за юнацькі збірні Ліхтенштейну U-17 | та U-19.
У 2015–2017 роках виступав за молодіжну збірну Ліхтенштейну.
2016 року дебютував в офіційних матчах у складі національної збірної Ліхтенштейну.

## Досягнення
Вадуц
- Володар Кубка Ліхтенштейну (1): 2018-19